# Dorfen
Dorfen is een gemeente in de Duitse deelstaat Beieren, gelegen in het Landkreis Erding. De stad telt 14.790 inwoners. Een naburige stad is Erding.

## Geboren
- Jochen Mass (1946-2025), coureur

Berglern ·
Bockhorn ·
Buch am Buchrain ·
Dorfen ·
Eitting ·
Erding (stad) ·
Finsing ·
Forstern ·
Fraunberg ·
Hohenpolding ·
Inning am Holz ·
Isen ·
Kirchberg ·
Langenpreising ·
Lengdorf ·
Moosinning ·
Neuching ·
Oberding ·
Ottenhofen ·
Pastetten ·
Sankt Wolfgang ·
Steinkirchen ·
Taufkirchen (Vils) ·
Walpertskirchen ·
Wartenberg ·
Wörth